# (11580) Bautzen
(11580) Bautzen ist ein Asteroid des Hauptgürtels, der am 3. Mai 1994 von einem US-amerikanisch/kanadischen Team um Robert Jedicke in Tucson (Arizona) entdeckt wurde.
Der Asteroid trägt seit April 2002 den Namen der Stadt Bautzen. Der Entdecker Robert Jedicke und sein Bruder Peter Jedicke haben Vorfahren aus Bautzen und benannten den Asteroiden nach ihr im Andenken an die Heimat ihres Vaters.